# Junay
Junay ist eine französische Gemeinde mit 64 Einwohnern (Stand: 1. Januar 2022) im Département Yonne in der Region Bourgogne-Franche-Comté (vor 2016 Bourgogne) im Osten Frankreichs. Die Gemeinde gehört zum Arrondissement Avallon und zum Kanton Tonnerrois (bis 2015 Tonnerre). 

## Geografie
Junay liegt etwa 37 Kilometer ostnordöstlich von Auxerre. Umgeben wird Junay von den Nachbargemeinden Vézinnes im Norden, Dannemoine im Osten und Nordosten, Tonnerre im Süden, Tissey im Südwesten sowie Vézannes im Westen.

## Bevölkerungsentwicklung
| Jahr                      | 1962 | 1968 | 1975 | 1982 | 1990 | 1999 | 2006 | 2013 |
| ------------------------- | ---- | ---- | ---- | ---- | ---- | ---- | ---- | ---- |
| Einwohner                 | 121  | 135  | 117  | 124  | 135  | 127  | 108  | 93   |
| Quelle: Cassini und INSEE |      |      |      |      |      |      |      |      |

## Sehenswürdigkeiten
- Kirche Saint-Didier